# Vladimir Tintor
Vladimir Tintor (Novi Sad, 18. srpnja 1978.) je hrvatski i srpski kazališni, televizijski i filmski glumac.

## Životopis
U Novom Sadu završava osnovnu i srednju školu, kao i Akademiju umjetnosti. Tijekom studiranja sudjeluje u brojnim debitantskim filmskim projektima, a već od druge godine akademije počinje surađivati s kazalištima u Somboru, Novom Sadu i Zrenjaninu.
2003. igra ulogu Petra u filmu Žurka, redatelja Aleksandra Dadića i tada ga uočava jedna TV produkcija, koja mu nudi sudjelovanje u dječjem programu Fazoni i fore. Paralelno nastavlja rad u kazalištu te godine 2001. dobiva nagradu za glavnu mušku ulogu na Susretima profesionalnih pozorišta Vojvodine.
Do sad je igrao u preko 20 predstava, među kojima se ističu sljedeće: Momci iz benda, r. Olivera Đorđević, Ravangrad, r. Dejan Mijač, Chorus Line, r. Mihailo Vukobratović, Četvrta sestra, r. Radoslav Mileković, Othello, r. Olivera Đorđević.
Od studenog 2011. postaje stalni član ansambla HNK Osijek, a u međuvremenu postaje i prvak drame. Danas živi i radi u Osijeku. Najveću popularnost u Hrvatskoj su mu donijele uloge Franje Barišića u sapunici Zabranjena ljubav RTL Televizije te Aljoše Gotovca u telenoveli Kumovi Nove TV.

## Filmografija

### Televizijske uloge
- Kumovi kao Aljoša Gotovac (2022. – danas)
- Šutnja kao Darko Pek (2021.)
- Novine kao Goran Šamanović (2018. – 2020.)
- Dnevnik plavuše kao Diego (2011.)
- Mamutica kao Darko Nižetić (2010.)
- Bračne vode kao Mladen (2009.)
- Najbolje godine kao Stefano (2009.)
- Sve će biti dobro kao bankar (2009.)
- Zakon ljubavi kao Andrej Žerjavić (2008.)
- Ponos Ratkajevih kao Mačko (2008.)
- Večera za 5 kao Vladimir Tintor (2007.)
- Zabranjena ljubav kao Franjo Barišić (2006. – 2008.)
- Fazoni i fore kao voditelj  Vesti iz nesvesti  (2002.)

### Filmske uloge
- Priprema kao David (2012.)
- Sonja i bik kao Davor (2012.)
- Tumor kao Miran Brajković (2010.)
- Ekho (2010.)
- Max Schmeling (2009.)
- Libero kao Peša (2005.)
- Žurka kao Petar (2004.)

### Ostalo
- Ježeva kućica - Zagrebačka filharmonija - MINIMINI ciklus kao vokal (2019.)

### Kazališne uloge
- Edmond kao Edmond (1998.)
- Ludilo udvoje kao On (1999.)
- Momci iz benda kao Michael (1999.)
- Saloma kao Sv. Jovan (1999.)
- Božji klovn kao Božji klovn (1999.)
- Antigona  kao Kreont (2000.)
- Slučajna smrt jednog anarhiste  kao komesar Callabresi (2001.)
- Othello  kao Kasio (2002.)
- Pacijent doktora Frojda  kao Adolf Hitler (2002.)
- Ravangrad  kao Dušan Malogajski (2002.)
- Iza kulisa  kao Geri (2003.)
- Četvrta sestra  kao Kosta (2003.)
- Bogojavljenska noć  kao Sebastijan (2004.)
- Sveti Đavo Raspućin  kao Manus (2004.)
- Graditelj Solnes  kao Ragnar Bruvik (2005.)
- Chorus Line  kao Richie Walters (2005.)
- Četiri male žene  kao Viktor (2006.)
- Učene žene  kao Klitandar (2006.)
- Ruža na asfaltu  kao Trenk (2007.) Kazalište Komedija
- Šišmiš  kao Komornik (2008.) Kazalište Komedija
- Chicago  (2008.) Kazalište Komedija
- Dundo Maroje  kao Maro (2008.) Kazalište Komedija
- Komadić  (2009.) Zagreb, Tvornica lutaka
- Gusjenica  (2010.) Tvornica lutaka, Zagreb
- Živ, živ, živ  (2011.) Tvornica lutaka, Zagreb
- Playlista  (2011.) Kazalište &TD
- Sutra, Sutra  (2011.) Kazalište &TD
- Blago  (2011.) Tvornica lutaka, Zagreb
- Izbori  kao Archer Brown (2011.) Ludens Teatar
- Mletački trgovac  kao Salerio (2012.) HNK Osijek
- Sinovi umiru prvi  kao Dragoljub  (2012.) HNK Osijek
- Unterstadt   kao Peter Schneider  (2012.) HNK Osijek
- Izbaci uljeza   kao Felix Sherman  (2012.) Zorin dom / Aplauz Teatar
- Pidžama za šestero  kao Bernard  (2012.) HNK Osijek
- Cijena sreće  kao Krunoslav Kruno Hojka  (2013.) HNK Osijek

#### Kazališne uloge (režija)
- Komadić  (2009.) Zagreb, Tvornica lutaka - Režija, tekst, songovi i gluma.
- Božić 7D  (2011.) Zagreb, Tvornica lutaka

### Reklame
- Vegeta  (2009.)
- Studena  (2008.)

## Vanjske poveznice
- Vladimir Tintor u internetskoj bazi filmova IMDb-u (engl.)